# Uwe Hünemeier
Uwe Hünemeier (Gütersloh, 9 gennaio 1986) è un allenatore di calcio ed ex calciatore tedesco, di ruolo difensore.

## Carriera
Ha debuttato nel Borussia Dortmund il 17 dicembre 2005, nella partita di campionato contro il Bayern Monaco.
Nel 2010 viene ceduto all'Energie Cottbus, dopo cinque stagioni giocate prevalentemente nella squadra riserve del Borussia.